# Katapur, Badami
Katapur là một làng thuộc tehsil Badami, huyện Bagalkot, bang Karnataka, Ấn Độ.